# サムバディ・ラヴズ・ミー
「サムバディ・ラヴズ・ミー」（Somebody Loves Me）は、ジョージ・ガーシュウィンが作曲し、バラード・マクドナルドとバディ・デシルバが歌詞を書いたポピュラーソング。この曲は1924年に発表され、同年のジョージホワイトのスキャンダルで取り上げられた。
これは、WFとマリジオーネ・クルムリーによって書かれたサザンゴスペルの同名の楽曲とは別の曲である。
最初のレコーディングは、ポール・ホワイトマン、レイ・ミラー、マリオン・ハリス、クリフ・エドワーズ（別名ウクレレ・アイク）による1924年と1925年の人気バージョンで、ホワイトマンバージョンがトップクラスであった。 

## フォア・ラッズのレコーディング
- 後によく知られているバージョンの1つは、 ザ・フォーレディスによるもので。この録音は1952年8月18日に行われ、カタログ番号39865としてコロムビアからリリースされた。それは1952年10月18日にビルボード誌のチャートに最初に登場し、チャートの22位でピークに達した。 [2]

## その他の主な収録アーティスト
- ビング・クロスビー
- ナット・キング・コール
- ライオネル・ハンプトン
- デイヴ・ブルーベック
- ハリー・ジェイムス
- ジュリー・ロンドン
- アート・テイタム
- フランク・シナトラ
- ドン・マクリーン
- レナ・ホーン
- ジャンゴ・ラインハルト
- フォー・フレッシュメン（英語版）
- ヘレン・フォレスト（英語版）
- バド・パウエル